# Jamal 201
Jamal 201 (russisch Ямал-200"№1, auch Yamal 201 oder Yamal-200#1) ist ein ehemaliger Fernsehsatellit von Gazprom Space Systems mit Sitz in Schtscholkowo, Oblast Moskau.

## Empfang
Der Satellit konnte in Südrussland, Vorderasien und Mitteleuropa empfangen werden.
Die Übertragung erfolgte im C-Band.